# Фрост, Ник
Ник Фрост (англ. Nick Frost, род. 29 марта 1972, Лондон) — британский актёр, комик, сценарист. Наиболее известен по работе в сериале «Spaced», а также фильмам «Зомби по имени Шон», «Типа крутые легавые» и «Армагеддец», над которыми он работал вместе с Эдгаром Райтом и Саймоном Пеггом.

## Биография
Родился 29 марта 1972 года в Лондоне, Англия. Окончив школу, он некоторое время работал официантом и ведущим корпоративных мероприятий.
В 2002 году выступил как соавтор и актёр 6-серийной комедийной драмы «The Sofa of Time». В том же году Ник представил свой телевизионный проект «Danger! 50,000 Volts», который являлся пародией на шоу, где различные эксперты по выживанию демонстрируют, как действовать в критических ситуациях. В 2003 году вышел второй сезон под названием «Danger! Incoming Attack!». Следующая заметная роль Фроста состоялась в романтической зомби-комедии «Зомби по имени Шон». Сценаристами фильма выступили Саймон Пегг и режиссёр фильма Эдгар Райт. В 2006 году снялся во втором фильме Пегга — Райта — «Типа крутые легавые», где сыграл констебля Дэнни Баттермана.
В 2011 году Саймон Пегг и Ник Фрост вновь объединились для съёмок в одном научно-фантастическом фильме про беглого инопланетянина «Пол: Секретный материальчик». В том же году вышел ещё один фильм с участием Фроста. Комедийный фантастический фильм про пришельцев «Чужие на районе». Также он принял участие в работе над фильмом «Армагеддец», который вышел в 2013 году. Этот фильм завершил трилогию «Кровь и мороженое», первыми двумя частями которой были «Зомби по имени Шон» и «Типа крутые легавые». Фильм рассказывает о пяти друзьях детства, которые решают воссоединиться, чтобы повторить свой алкогольный марафон по барам, произошедший 20 лет назад. Сделать это их убеждает 40-летний Гарри Кинг (Саймон Пегг), он же затаскивает приятелей в родной город с тем, чтобы попробовать вновь дойти до легендарного паба под названием «Конец света».
Ник Фрост уже много лет дружит со своим коллегой по многим проектам Саймоном Пеггом и они снялись вместе в шести фильмах. Фрост жил со своей женой-продюсером Марианджелой в Сент-Маргаретсе. Ранее он жил в Финсбери-парке, который также был одним из мест съемок фильма Зомби по имени Шон. 22 июня 2011 года Марианджела родила Фросту сына. Они расстались в 2013 году а позже развелись. В интервью 2005 года он сказал, что хоть и был выращен католиком, но сейчас является атеистом. Фрост болеет за английскую футбольную команду «Вест Хэм Юнайтед» и сборную Англии по футболу, а также является игроком в регби, ранее выступавшим за Barking RFC. В октябре 2015 года Фрост выпустил мемуары под названием "Истины, полуправды и маленькая невинная ложь" (Ходдер и Стаутон), в которых подробно описывается его жизнь до 30-летнего возраста.

## Фильмография
| Год       |     | Русское название                           | Оригинальное название                               | Роль                                   |
| --------- | --- | ------------------------------------------ | --------------------------------------------------- | -------------------------------------- |
| 1998      | с   | Большая возня (скетч-шоу)                  | Big Train                                           | Строитель, Инженер                     |
| 1999—2001 | с   | Spaced                                     | Spaced                                              | Майк Уотт                              |
| 2002—2005 | с   | Абсурдное природоведение                   | Look Around You                                     | Разные роли                            |
| 2003      | кор | Разрядка смехом                            | Comic Relief 2003                                   | Вилли Раштон                           |
| 2003      | с   |                                            | Danger! 50000 Zombies!                              | Камео                                  |
| 2000—2004 | с   | Книжный магазин Блэка                      | Black Books                                         | Пол (голос), Наладчик охранной системы |
| 2004      | ф   | Зомби по имени Шон                         | Shaun of the Dead                                   | Эд                                     |
| 2005      | кор | Человек-Саженец                            | Spider-Plant Man                                    | Учёный                                 |
| 2005      | ф   | Чумовые боты                               | Kinky Boots                                         | Дон (рабочий фабрики)                  |
| 2005—2007 | с   | Man Stroke Woman                           | Man Stroke Woman                                    | Разные роли                            |
| 2006      | с   | Зеленое крыло                              | Green Wing                                          | Просто человек                         |
| 2006—2007 | с   | Hyperdrive                                 | Hyperdrive                                          | Командор Хендерсон                     |
| 2006      | ф   | Пенелопа                                   | Penelope                                            | Макс Кампион                           |
| 2007      | ф   | Типа крутые легавые                        | Hot Fuzz                                            | констебль Дэнни Баттерман              |
| 2007      | ф   | Грайндхаус                                 | Grindhouse                                          | Каннибал                               |
| 2008      | ф   | Оторва                                     | Wild Child                                          | мистер Кристофер                       |
| 2009      | ф   | Рок-волна                                  | The Boat That Rocked                                | Доктор Дэйв                            |
| 2011      | ф   | Пол: Секретный материальчик                | Paul                                                | Клайв Голлингс                         |
| 2011      | ф   | Чужие на районе                            | Attack the Block                                    | Рон                                    |
| 2011      | мф  | Приключения Тинтина: Тайна единорога       | The Adventures of Tintin: The Secret of the Unicorn | Томсон                                 |
| 2012      | мф  | Ледниковый период 4: Континентальный дрейф | Ice Age: Continental Drift                          | Флинн                                  |
| 2012      | ф   | Белоснежка и охотник                       | Snow White & the Huntsman                           | Нион                                   |
| 2013      | ф   | Армагеддец                                 | The World's End                                     | Энди Найтли                            |
| 2014—2014 | с   | Джереми Слоун                              | Mr. Sloane                                          |                                        |
| 2014      | ф   | Танцуй отсюда!                             | Cuban Fury                                          | Брюс Гаррет                            |
| 2014—2014 | с   | Доктор Кто                                 | Doctor Who                                          | Санта-Клаус                            |
| 2015      | ф   | Между делом                                | Unfinished business                                 | Билл Уимсли                            |
| 2016      | ф   | Белоснежка и охотник 2                     | The Huntsman: Winter's War                          | Нион                                   |
| 2016—2018 | с   | В пустыне смерти                           | Into the Badlands                                   | Бэйджи                                 |
| 2018      | ф   | Tomb Raider: Лара Крофт                    | Tomb Raider                                         | Макс                                   |
| 2018      | ф   | Фестиваль                                  | The Festival                                        | Рикки, татуировщик                     |
| 2019      | ф   | Борьба с моей семьёй                       | Fighting with My Family                             | Патрик «Буйный Рикки» Найт             |
| 2020      | с   | Искатели правды                            | Truth Seekers                                       | Гас Робертс                            |
| 2021      | с   | Постановка                                 | Staged                                              | В роли самого себя                     |
| 2021      | с   | Почему женщины убивают                     | Why Women Kill                                      | Бертрам                                |
| 2024—2024 | с   | Звёздные войны: Опорная команда            | Skeleton Crew                                       | SM33. Дряхлый дроид                    |
| 2024      | ф   | Дурдом (фильм)                             | Krazy House                                         | Берни Кристиан                         |
| 2025      | ф   | Как приручить дракона (фильм)              | How to Train Your Dragon                            | Плевака                                |